# Spodnja Korena
Spodnja Korena – wieś w Słowenii, w gminie Duplek. W 2018 roku liczyła 381 mieszkańców.